# Pisquano
Pisquano è un termine derivato dall'inglese pipsqueak che significa "persona insignificante" e viene usato, soprattutto nell'area lombardo-emiliana, per definire in modo scherzoso una persona stolta, priva di attitudini o capacità.
Il termine pisquano è contemplato nei dizionari italiani dalla prima metà degli anni sessanta del XX secolo dopo che il suo utilizzo si era velocemente diffuso nel corso della seconda guerra mondiale e nel periodo immediatamente successivo. All'epoca il pipsqueak era il nome in codice con cui veniva identificato un sistema automatico di riconoscimento, basato su radiogoniometro, che fu sperimentato con successo dalla RAF nel corso della battaglia d'Inghilterra.
Nelle province lombarde ed emiliane è anche usata l'espressione "pisquano sesquipedale" per indicare l'autore di un intervento oratorio prolisso, pretenzioso e inconsistente, con evidente riferimento ai "sesquipedalia verba" del poeta Orazio.